# Abel Aubert du Petit-Thouars
Pour les articles homonymes, voir Aubert du Petit-Thouars.
Abel Aubert du Petit-Thouars, dit Dupetit-Thouars, né le 3 août 1793 à Turquant en Maine-et-Loire, et mort le 16 mars 1864 à Paris, est un navigateur, explorateur et officier de marine français.

## Biographie

### Origines et jeunesse
Abel Aubert du Petit-Thouars descend d'une famille de la noblesse du Poitou et de Touraine anoblie en 1714. Plusieurs membres de la famille Aubert du Petit-Thouars se distingueront dans la marine, tel son oncle Aristide Aubert du Petit-Thouars, capitaine de vaisseau surnommé « héros d'Aboukir », qui mourra héroïquement à la bataille d'Aboukir en 1798,. Le frère de ce dernier, Louis-Marie Aubert du Petit-Thouars, sera un botaniste célèbre pour ses études sur les orchidées.
Fils d'Abel Ferdinand Aubert du Petit-Thouars (ou Dupetit-Thouars), Abel Aubert naît le 3 août 1793 au château de la Fessardière à Turquant en Maine-et-Loire,. Il entre dans la marine impériale en 1804, puis s'embarque comme mousse sur La Flèche à l'âge de 10 ans, étudie ensuite au lycée d'Orléans avant de s'engager définitivement dans la marine à 15 ans. En 1819, il est lieutenant de vaisseau et commande l'aviso le Joubert. Au début de la campagne d'Espagne, en 1823, il reçoit le commandement du brick l'Inconstant, puis devient capitaine de frégate en 1827, commandant le navire la Provence,.

### Carrière militaire
Sous la Restauration, Abel Aubert du Petit-Thouars participe à des missions hydrographiques le long des côtes de Terre-Neuve, de France et d'Algérie,.
Il joue ensuite un rôle décisif dans la préparation de l'expédition d'Alger,. Estimant nécessaire une opération contre Alger, il reprend les propositions de 1808 du chef de bataillon Boutin dans un rapport du 20 septembre 1827. Son plan prévoit une opération combinée terrestre et navale, avec débarquement dans la baie de Sidi-Ferruch. Il est adopté par le gouvernement de Charles X, malgré les réticences des amiraux. L'opération est lancée en juin 1830, à laquelle il participe à bord du brick le Griffon,. La ville d'Alger est prise à l'issue de l'intervention qui marque le début de la conquête de l'Algérie par la France.
La Restauration et la monarchie de Juillet, renouant avec la tradition des grands voyages maritimes du XVIIIe siècle, envoient plusieurs missions à caractère scientifique et commercial. Ainsi, Du Petit-Thouars fait le tour du monde de 1836 à 1839, sur la frégate la Vénus qu'il commande comme capitaine de vaisseau, et auxquels participent l'ingénieur hydrographe Urbain Dortet de Tessan, le médecin-naturaliste Adolphe Simon Neboux et le chirurgien Charles René Augustin Léclancher,. Durant ce voyage, il passera notamment aux Marquises et en soulignera l'intérêt. Il publie un récit en 1840 sous le nom de Voyage autour du monde sur la frégate la Vénus pendant les années 1836-1839 ; ouvrage comportant les cartes des ports visités.
La Vénus était une frégate de 52 canons type Vénus, construite à l'arsenal de Lorient à partir de février 1820 et mise à flot en mars 1823. Elle participe à plusieurs opérations comme le blocus de Cadix en 1823 ou l'expédition d'Alger en 1830. Après son voyage autour du monde de décembre 1836 à juin 1839, sous le commandement de Dupetit-Thouars, elle servira comme école des apprentis canonniers à Toulon.
De retour en France, le navigateur et explorateur conseille au gouvernement de Louis-Philippe d'occuper les îles de la Société ou Marquises pour une présence française en Océanie et pour l'utiliser comme lieu de déportation,. La proposition est acceptée par François Guizot, alors ministre des Affaires étrangères, qui le nomme au commandement de la division navale de l'Océanie. Du Petit-Thouars est alors promu contre-amiral.

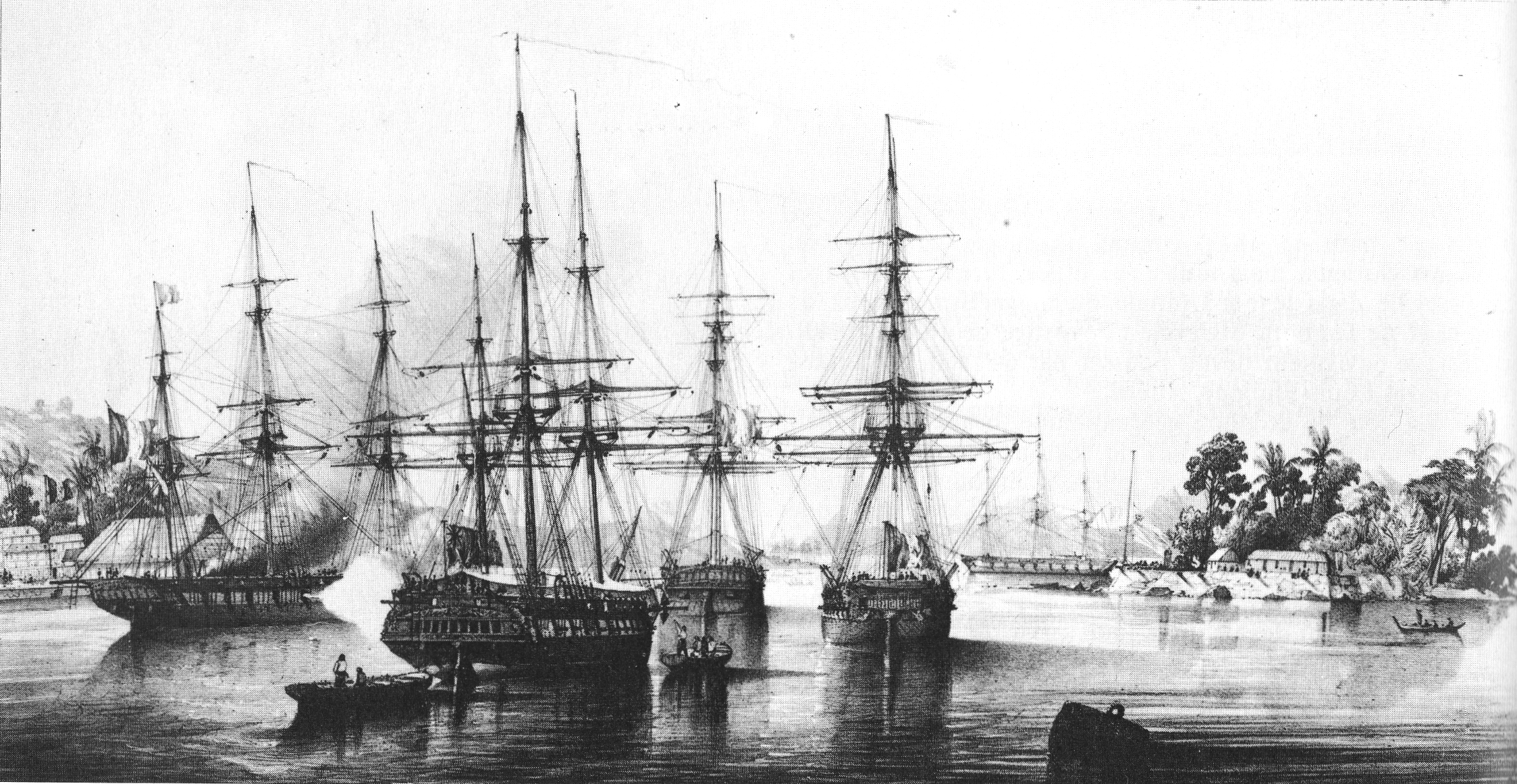
Dupetit-Thouars prenant possession de Tahiti le 9 septembre 1842.

Conformément aux instructions reçues, il occupe l'archipel des Marquises en 1841. Il suit ensuite les conseils de Jacques-Antoine Moerenhout, consul français et bon connaisseur de la Polynésie, et fait signer en septembre 1842 un traité de protectorat à la reine Pōmare IV de Tahiti,. En 1843, il prend possession des îles de la Société et annexe Tahiti.
Il se heurte au consul et missionnaire anglais George Pritchard qui s'oppose aux Français et appuie une révolte de Tahitiens. La reine rompt ses relations avec les Français et s'embarque à bord du Basilisk en rade de Papeete. Du Petit-Thouars expulse Pritchard en 1844. Cette initiative et l'annexion de Tahiti déclenchent une tension diplomatique entre la France et le Royaume-Uni. Les passions politiques s'emflamment et l'opinion publique française se divise ; c'est l'affaire Pritchard. Le gouvernement français indemnise Pritchard et rappelle l'amiral, mais conserve Tahiti. Du Petit-Thouars rentre en France, est nommé vice-amiral en 1846, et prend sa retraite en 1858,.

### Vie civile
Abel Aubert du Petit-Thouars est élu membre libre de l'Académie des sciences le 11 août 1855, et député de Maine-et-Loire du 8 juillet 1849 au 2 décembre 1851. En 1857 il reçoit la grand croix de la Légion d'honneur,.
Il meurt dans le 8e arrondissement de Paris le 16 mars 1864. N'ayant pas d'enfant, Du Petit-Thouars avait adopté le fils de sa sœur, Abel Bergasse Dupetit-Thouars, qui servira lui aussi dans la Marine et parviendra au grade de vice-amiral.

## Evocation artistique
Non sans ironie, le romancier américain Herman Melville évoque le navigateur dans ses romans autobiographiques Taïpi (1846) et Omoo (1847) : « C'était sans doute un vaillant, mais non moins prudent guerrier que ce vice-amiral Dupetit-Thouars susnommé. Quatre lourdes frégates armées à couple et trois corvettes pour soumettre par intimidation quelques païens tout nus ! Soixante-huit canons pour abattre des huttes en rameaux de cocotiers, et des fusées de Congreve pour mettre le feu à quelques abris à pirogue ! »

## Publications
- [1834] Notices biographiques sur plusieurs membres de la famille Aubert de Saint-Georges Du Petit-Thouars, destinées à leurs parents et à leurs amis (BNF 36404843).
- Voyage autour du monde sur la frégate La Vénus pendant les années 1836-1839 : ouvrage en 10 tomes de texte et 4 volumes d'atlas (pittoresque, hydrographique, botanique, zoologie), publiés de 1840 à 1864 :
  - [1840] Voyage  sur la frégate La Vénus, t. 1, 402 p. (BNF 43372451, lire en ligne).
  - [1841] Voyage  sur la frégate La Vénus, t. 2, 464 p. (lire en ligne).
  - [1841] Voyage  sur la frégate La Vénus, t. 3, 490 p. (lire en ligne).
  - [1843] Voyage  sur la frégate La Vénus, t. 4, 178 p. (lire en ligne).
  - [1842] Urbain De Tessan, Voyage  sur la frégate La Vénus, t. 6 : « Physique » t. 1 : « Observations météorologiques faites à la mer », 1re partie, 464 p. (lire en ligne).
  - [1842] Urbain De Tessan, Voyage  sur la frégate La Vénus, t. 7 : « Physique » t. 2 :« Observations météorologiques faites à la mer », 2e partie, 456 p. (lire en ligne).
  - [1843] Urbain De Tessan, Voyage  sur la frégate La Vénus, t. 8 : « Physique » t. 3 : « Observations magnétiques », 334 p. (lire en ligne).
  - [1844] Urbain De Tessan, Voyage  sur la frégate La Vénus, t. 9 : « Physique » t. 4 : « Observations diverses et résumés », 454 p. (lire en ligne).
  - [1844] Urbain De Tessan, Voyage  sur la frégate La Vénus, t. 10 : « Physique » t. 5 : « Observations détachées et considérations générales », 472 p. (lire en ligne).
  - [1841] Voyage  sur la frégate La Vénus, « Atlas pittoresque », 70 planches (lire en ligne [sur mediatheques.quimper-bretagne-occidentale.bzh]).
  - [1845] Urbain De Tessan, Voyage  sur la frégate La Vénus, « Atlas hydrographique », 15 planches (lire en ligne [sur mediatheques.quimper-bretagne-occidentale.bzh]).
  - [1846] Charles Jean Félix Borromée, Voyage  sur la frégate La Vénus, « Atlas de botanique », 28 planches (lire en ligne [sur mediatheques.quimper-bretagne-occidentale.bzh]).
  - [1846] Charles Jean Félix Borromée (dir.), Voyage  sur la frégate La Vénus, « Atlas de zoologie », 79 planches (lire en ligne [sur mediatheques.quimper-bretagne-occidentale.bzh]).
  - [1864] Joseph Decaisne, Voyage autour du monde sur la frégate La Vénus commandée par Abel Du Petit-Thouars, Botanique, Paris, libr. des sciences naturelles et des arts illustrés, Théodore Morgand éd., 1864 (lire en ligne [sur gallica.bnf.fr]).
  - Planches séparées du Voyage autour du monde sur la frégate la Vénus

- [1854] Notice succincte sur les services à la mer et les travaux hydrographiques du vice-amiral Du Petit-Thouars, Paris, impr. de J. Claye, 1854 (BNF 30378856)